# Ronde van Spanje 2024/Zevende etappe
De zevende etappe van de Ronde van Spanje 2024 werd op 23 augustus verreden van Archidona naar Córdoba. Het was een bergrit over 179 kilometer. Wout van Aert heeft zijn tweede ritzege van de Vuelta in stijl gewonnen. Hij heeft daarmee een gouden zaak gedaan voor het groen, grotendeels te danken aan zijn ploegmaat bij Team Visma-Lease a Bike Sepp Kuss. Het is pas de eerste zege op Spaanse bodem op de weg voor Van Aert. Zijn grootste concurrent Kaden Groves voor het groen, werd bergop gelost en viel bovendien.

## Uitslag
| Archidona – Córdoba (179 km) |                 |                           |          |
| Plaats                       | Naam            | Ploeg                     | Tijd     |
| Winnaar                      | Wout Van Aert   | Team Visma-Lease a Bike   | 4u15'39" |
| 2                            | Mathias Vacek   | Lidl-Trek                 | z.t.     |
| 3                            | Pau Miquel      | Equipo Kern Pharma        | z.t.     |
| 4                            | Stefan Küng     | Groupama-FDJ              | z.t.     |
| 5                            | Quinten Hermans | Alpecin-Deceuninck        | z.t.     |
| 6                            | Quentin Pacher  | Groupama-FDJ              | z.t.     |
| 7                            | Lorenzo Rota    | Intermarché-Wanty         | z.t.     |
| 8                            | Harold Tejada   | Astana Qazaqstan Team     | z.t.     |
| 9                            | Max Poole       | Team dsm-firmenich PostNL | z.t.     |
| 10                           | George Bennett  | Israel-Premier Tech       | z.t.     |

| Algemeen klassement |                     |                            |           |
| Plaats              | Naam                | Ploeg                      | Tijd      |
| Rode trui           | Ben O'Connor        | Decathlon AG2R La Mondiale | 27u44'07" |
| 2                   | Primož Roglič       | BORA-hansgrohe             | + 4'45"   |
| 3                   | João Almeida        | UAE Team Emirates          | + 4'59"   |
| 4                   | Enric Mas           | Movistar                   | + 5'23"   |
| 5                   | Cristián Rodríguez  | Arkéa-B&B Hotels           | + 5'26"   |
| 6                   | Antonio Tiberi      | Bahrain-Victorious         | + 5'29"   |
| 7                   | Lennert Van Eetvelt | Lotto Dstny                | + 5'32"   |
| 8                   | Florian Lipowitz    | BORA-hansgrohe             | + 5'35"   |
| 9                   | Felix Gall          | Decathlon AG2R La Mondiale | + 5'38"   |
| 10                  | Mattias Skjelmose   | Lidl-Trek                  | + 5'49"   |
|                     |                     |                            |           |
| 31                  | Thymen Arensman     | INEOS Grenadiers           | + 9'05"   |

## Nevenklassementen
| Puntenklassement |                |                           |        |
| Plaats           | Naam           | Ploeg                     | Punten |
| Groene trui      | Wout Van Aert  | Team Visma-Lease a Bike   | 203    |
| 2                | Kaden Groves   | Alpecin-Deceuninck        | 162    |
| 3                | Pavel Bittner  | Team dsm-firmenich PostNL | 81     |
| 4                | Mathias Vacek  | Lidl-Trek                 | 57     |
| 5                | Stefan Küng    | Groupama-FDJ              | 51     |
|                  |                |                           |        |
| 30               | Gijs Leemreize | Team dsm-firmenich PostNL | 15     |

| Bergklassement        |                  |                   |        |
| Plaats                | Naam             | Ploeg             | Punten |
| Bolletjestrui (blauw) | Sylvain Moniquet | Lotto Dstny       | 16     |
| 2                     | Primož Roglič    | BORA-hansgrohe    | 11     |
| 3                     | Filippo Zana     | Team Jayco AlUla  | 11     |
| 4                     | Pelayo Sánchez   | Movistar          | 10     |
| 5                     | Luis Ángel Maté  | Euskaltel-Euskadi | 9      |

| Jongerenklassement |                     |                    |           |
| Plaats             | Naam                | Ploeg              | Tijd      |
| Witte trui         | Antonio Tiberi      | Bahrain-Victorious | 27u49'36" |
| 2                  | Lennert Van Eetvelt | Lotto Dstny        | + 3"      |
| 3                  | Florian Lipowitz    | BORA-hansgrohe     | + 6"      |
| 4                  | Mattias Skjelmose   | Lidl-Trek          | + 20"     |
| 5                  | Isaac del Toro      | UAE Team Emirates  | + 48"     |
|                    |                     |                    |           |
| 8                  | Thymen Arensman     | INEOS Grenadiers   | + 3'36"   |

| Ploegenklassement |                            |           |
| Plaats            | Ploeg                      | Tijd      |
|                   | Decathlon AG2R La Mondiale | 83u23'27" |
| 2                 | UAE Team Emirates          | + 5'08"   |
| 3                 | BORA-hansgrohe             | + 5'25"   |
| 4                 | Israel-Premier Tech        | + 8'03"   |
| 5                 | Movistar                   | + 8'49"   |

## Uitvallers
- Andreas Kron (Lotto-Dstny): niet gestart na val in 6e etappe met een hersenschudding
- Damiano Caruso (Bahrain-Victorious): opgave door ziekte

1e etappe ·
2e etappe ·
3e etappe ·
4e etappe ·
5e etappe ·
6e etappe ·
7e etappe ·
8e etappe ·
9e etappe ·
10e etappe ·
11e etappe ·
12e etappe ·
13e etappe ·
14e etappe ·
15e etappe ·
16e etappe ·
17e etappe ·
18e etappe ·
19e etappe ·
20e etappe ·
21e etappe
Startlijst · Eindstanden · Afbeeldingen